# Gabriela Partyšová
Gabriela Partyšová (* 9. června 1978 Brno) je česká moderátorka, zpěvačka a herečka.

## Biografie
Narodila se v Brně, kde již od dětských let navštěvovala v lidové škole umění hodiny zpěvu a klavíru. V Brně absolvovala rovněž studium na soukromém gymnáziu.
Od roku 1996 spolupracuje s českými televizními stanicemi, moderuje krátké pořady týkající se převážně českého bulváru (např. Česká televize, TV Nova, Prima). Od roku 2013 uváděla na Primě společenský pořad TOP STAR magazín. V letech 2014–2021 moderovala Snídani s Novou. Aktuálně moderuje společenský pořad Život ve hvězdách na TV Nova. Příležitostně se objevuje také v epizodních rolích v českých filmech a seriálech.
v roce 2024 se rozhodla ukončit spolupráci s TV Nova a stala se kreativní ředitelkou a moderátorkou na stanici Praha TV.
Vystupovala i pod uměleckým jménem Rebeka. V minulosti nafotila erotické fotky pro pánský časopis Playboy.

## Osobní život
Z manželství s podnikatelem Josefem Koktou (rozvedli se v roce 2013) se v roce 2007 narodil syn Kristian.

## Diskografie (výběr)
- 1997 Hledej lásku
- 2003 Mý druhý já (vydáno pod jménem REBEKA)
- 2004 Flash (vydáno pod jménem REBEKA)

## Filmografie (výběr)
- 2000 Četnické humoresky, 1. série, 4. díl Beáta (režie Antonín Moskalyk), role: médium
- 2006 Prachy dělaj člověka (režie Jiří Chlumský), Tomášova expřítelkyně
- 2009 Ulovit miliardáře (režie Tomáš Vorel), reportérka TV